# The Truth (Cherish)
The Truth è il secondo album in studio del girl group R&B-soul statunitense Cherish, pubblicato nel 2008.

## Tracce
1. Killa (feat. Yung Joc) – 3:48
2. I Ain't Trippin' – 3:07
3. Amnesia – 3:44
4. Notice – 3:41
5. Framed Out – 3:36
6. Before You Were My Man – 3:58
7. Superstar – 3:35
8. Only One – 3:39
9. Love Sick – 3:47
10. Damages – 3:08
11. Like a Drum – 3:39
12. Killa (So So Def Remix) – 3:39

## Classifiche
| Classifica (2008) | Posizione raggiunta |
| ----------------- | ------------------- |
| Stati Uniti       | 40                  |